# Ramiro Cáseres
Ramiro Julián Cáseres (Ituzaingó, 9 de janeiro de 1994), conhecido por Ramiro Cáseres, é um futebolista argentino que joga como atacante. Atualmente joga pelo Vélez Sársfield.

## Carreira
Cáseres começou a sua carreira nas categorias de base do Vélez Sársfield ainda muito jovem. Estreou profissionalmente em 3 de agosto de 2012, na vitória por 3 a o sobre o Argentinos Juniors.

## Títulos
Vélez Sársfield
- Campeonato Argentino: 2012 Inicial, 2012–13 Superfinal
- Supercopa Argentina: 2013